# دخيل عيدان
الشيخ أو الكنزافرا دخيل عيدان (14 أبريل/نيسان 1881 ،24 يونيو/حزيران 1964) هو الرئيس الروحي للطائفة الصابئية المندائية في العراق وإيران والعالم بين عام 1917 م وحتى وفاته عام 1964م.

## سيرته
الكنزافرا دخيل عيدان من مواليد مدينة العمارة في محافظة ميسان جنوب العراق عام 1881م، ينتمي إلى أسرة مندائية من رجال الدين حيث أن الديانة المندائية توصي بأن يكون رئيس الطائفة ينتمي إلى ثمانية عشر جَداً ممن ينتمون إلى فئة معينة.و بذلك يعود نسبه إلى الشيخ عيدان الشيخ داموك الشيخ صكر الشيخ بهرام الشيخ يحيى الشيخ بهرام الشيخ رام الشيخ يحيى الشيخ شيتل الشيخ زكي الشيخ يحيى الشيخ زكي الشيخ مهتم الشيخ سام الشيخ بهرام الكبير الشيخ سلم الكبير
. كان يتحدث اللغتين العربية والمندائية بطلاقة. أصبح مؤهلا لنيل درجة ترميذة عام 1904م وكان عمره 23 عاما في مدينة الناصرية.شغل منصب عضو في مجلس بلدية الناصرية عام 1920 والذي كان يمثل وجهاء المدينة.

### وفاته
توفي الكنزافرا دخيل عيدان يوم 24 يونيو/حزيران 1964م في داره الكائنة في ضاحية الدورة ببغداد ودفن فيها. دفن في المرة الاولى في مندي الطائفة في مدينة المهدية الاولى حيث كان المندى على ضفاف نهر دجلة وبعد توسعة محطة كهرباء الدورة في الثمانينات نقل الى منزلة في نفس المنطقة